# 아라이역 (효고현)
아라이역(일본어: 荒井駅, あらいえき)은 일본 효고현 다카사고시에 있는 산요 전기철도 본선의 역이다. 역 번호는 SY 32이다.

## 역 구조
상대식 승강장 2면 2선의 지상역이다. 유효 길이는 6량이다. 개찰구는 고베 방면 승강장의 지상 개찰이 있고, 고베 방향에 지하 개찰이 있다. 서로의 플랫폼 왕복은 후자의 지하 대합실을 사용한다. 어느 쪽의 개찰구도 무인화되어 있다. 지하 개찰은 역 구내를 언더패스하는 공공의 지하도와 연결되어 있고, 그 초창기 시절은 주변의 공장으로 출근자 등 정기권객 전용으로, 아침 저녁만 가동했었지만 현재는 낮 때도 사용되고 있다.
2011년 봄, 배리어 프리화 공사가 마무리되고 개찰구와 각 승강장을 잇는 엘리베이터 전용 과선교가 설치되었다. 또한, 본 역에는 이미 상,하행 승강장을 잇는 지하도가 있지만 그것이 배리어 프리화가 되어 이루어지지 않았다. 상행 승강장 측의 엘리베이터는 개찰구 층 ~ 상행 승강장 ~ 과선교와 3군데에 머무는 기묘한 모양이다.

### 승강장
| 바다쪽 | ■ 본선(하행) | 시카마・히메지・아보시 방면   |
| 산쪽   | ■ 본선(상행) | 아카시・산노미야・오사카 방면 |

## 역 주변
- 미쓰비시 중공업 다카사고 제작소・미쓰비시 히타치 파워 시스템즈 다카사고 공장
- 고베 제강 다카사고 제작소
- 타쿠마 하리마 공장
- 다카사고 시민 병원
- 다카사고 경찰서
- 다카사고 아라이 우체국
- 다카사고 시립 아라이 초등학교・유치원
- 아라이 신사
- 일본기독교단 다카사고 교회
- 아라이하마카제 공원
- 다카사고 시민 수영장
- 세븐 일레븐 다카사고 아라이 역전점
- 이온 다카사고점
- 다카사고 시립 아라이 중학교
- 효고 현립 다카사고미나미 고등학교

## 역사
- 1923년 8월 19일: 고베히메지 전기철도의 개통과 동시에 설치. 개통 당초에는 가코군 아라이 마을이었다.
- 1927년 4월 1일: 우지가와 전기에 의한 합병으로 본 회사의 역이 됨.
- 1933년 6월 6일: 우지가와 전기 철도 부문이 분리되어 산요 전기철도의 역이 됨.
- 1961년 10월 9일: 급행 정차역이 됨.
- 1967년 10월 18일: 회차선 철거.
- 1968년 2월: 승강장 연장 공사 완성.
- 1984년 3월 25일: 급행 열차의 설정 소멸.
- 2008년
  - 2월: 직통 특급 정차를 위해 승강장 연장 공사 시작.
  - 4월 14일: 직통 특급의 일부 정차 개시.
- 2009년 3월 20일: 다이어 개정으로 직통 특급의 정차 시간대를 확대, 산요 특급도 일부 정차 개시.
- 2013년 2월 12일: 역 히메지 방향의 신코마에 건널목에서 한신 우메다 행 직통 특급이 트럭과 접촉하면서 앞의 2량이 역의 고베 방면 승강장에서 탈선하는 사고 발생. 역 설비의 피해는 고베・우메다・난바 방면 승강장의 뒷부분이 무너졌다. 또한, 주변에서는 주택 건물 설비 일부가 파괴되어 선로변의 주차장의 차량 여러대가 피해를 입었다. 이로써, 다카사고 ~ 오시오 역간 운행이 중단되었고, 본 역도 영업을 일시 정지했다.
- 2013년 2월 14일: 첫 차부터 정상 운행에 돌아가 역의 영업 재개.

## 사진

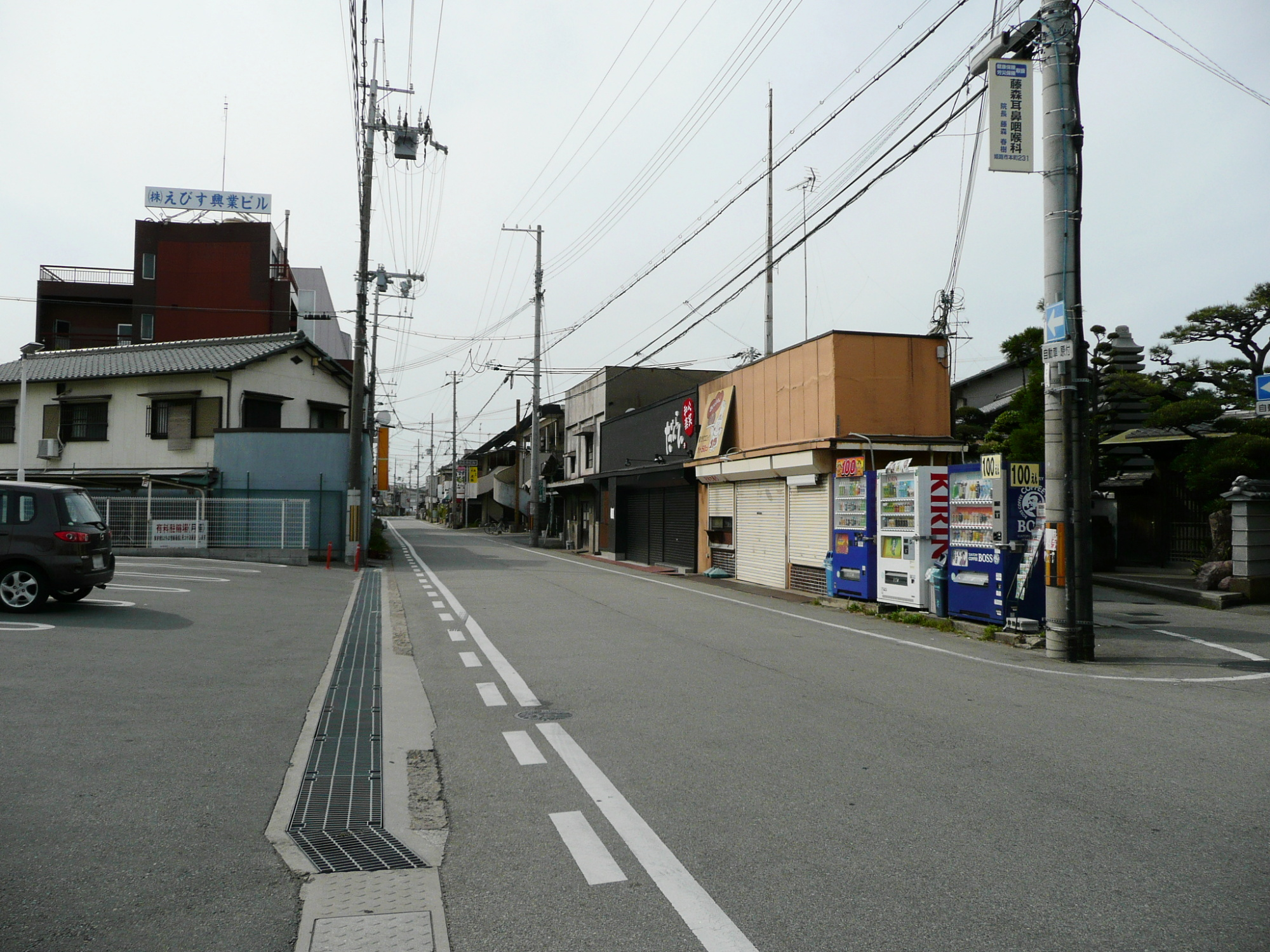
기타구치 주변
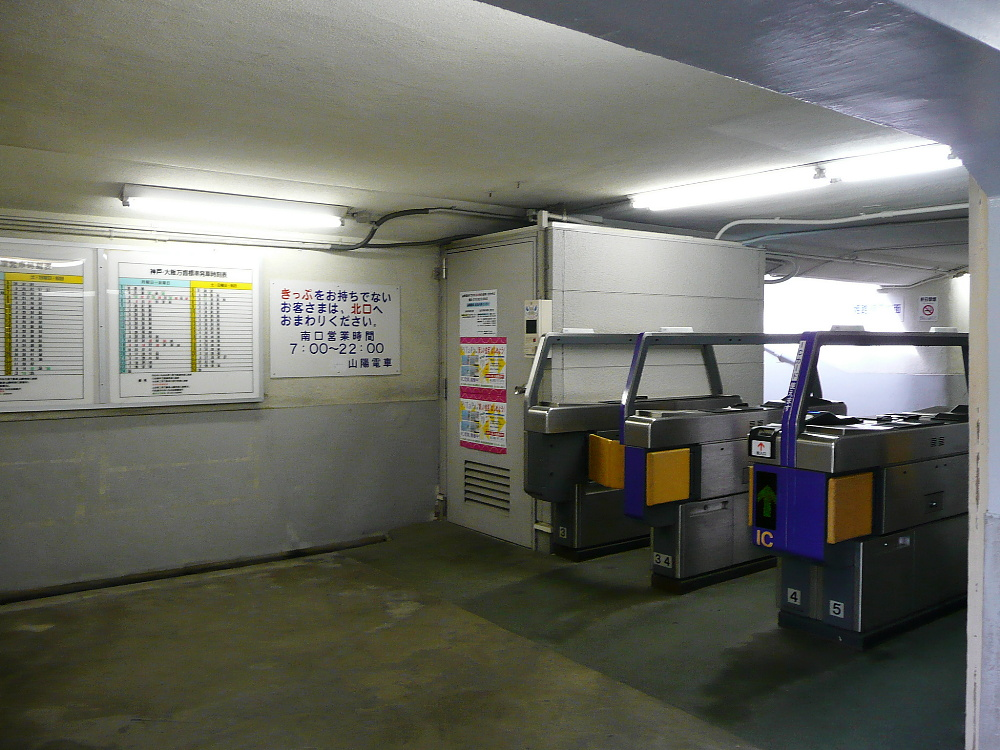
개찰구

## 인접역
| 산요 전기철도 ■ 본선                 | 산요 전기철도 ■ 본선 | 산요 전기철도 ■ 본선         |
| ------------------------------------ | -------------------- | ---------------------------- |
| SY 31 다카사고 우메다・니시다이 방면 | ■ 직통특급(러시아워) | 오시오 SY 35 산요히메지 방면 |
| SY 31 다카사고 우메다・니시다이 방면 | ■ S특급 ■ 보통       | 이호 SY 33 산요히메지 방면   |